# Cees Varkevisser

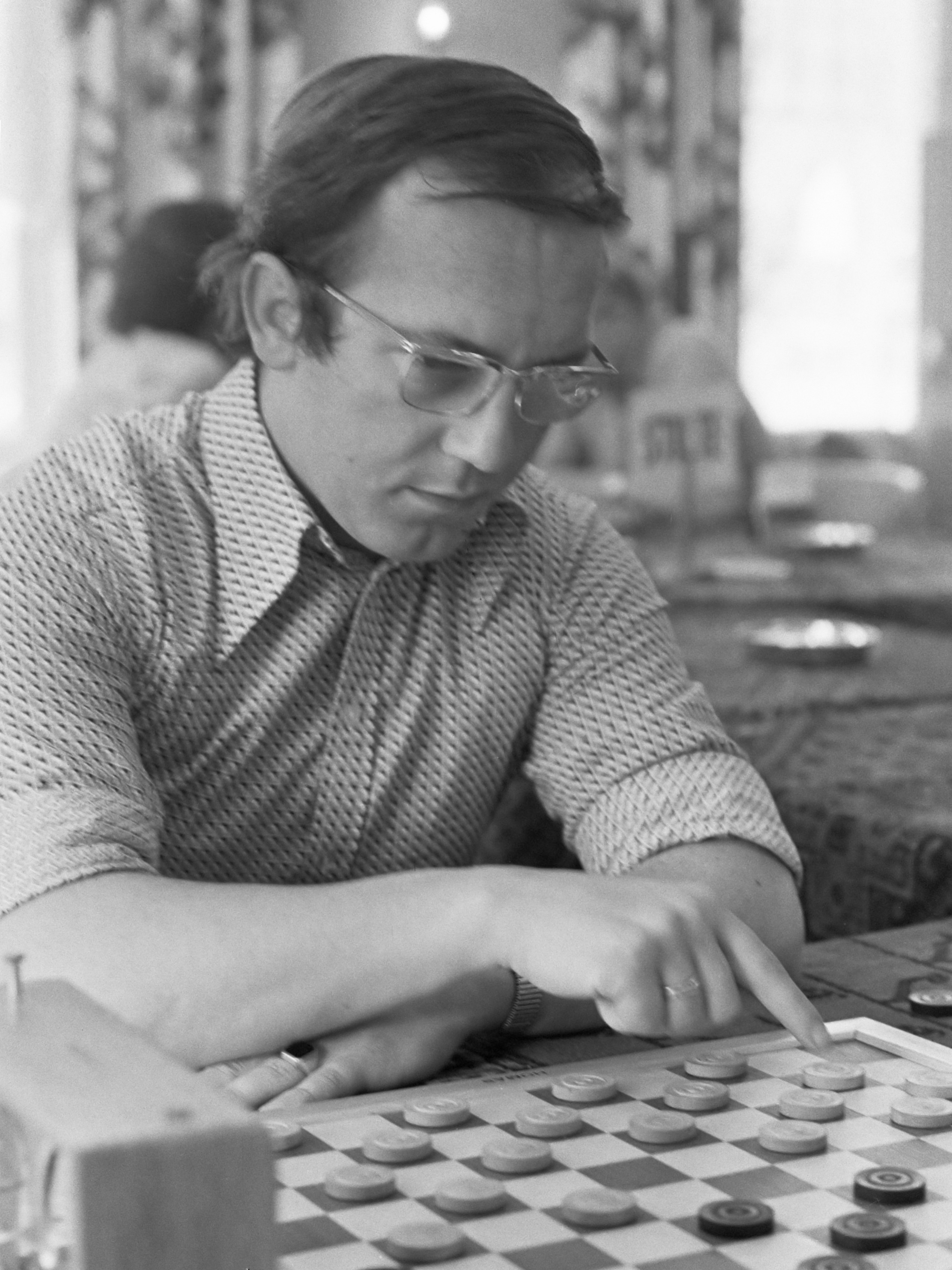
Cees Varkevisser tijdens Damkampioenschap 1974 in Apeldoorn

Cees Varkevisser (Katwijk aan Zee, 10 maart 1943) is een Nederlandse dammer. Hij nam elfmaal deel aan het Nederlands kampioenschap dammen en eenmaal aan het Europees kampioenschap dammen. Hij is Nationaal Grootmeester dammen.
In 1969 beleefde hij zijn internationale doorbraak door deel te nemen aan het EK dammen in Rome. Hij behaalde een vijfde plaats van de zestien deelnemers en was hiermee de tweede Nederlander achter Ton Sijbrands, die het toernooi won. Zijn beste prestatie behaalde hij in 1974 met het winnen van een zilveren medaille op het NK dammen. Een jaar later won hij een bronzen medaille bij het Nederlands kampioenschap.
In 1977 maakte hij bekend te stoppen met dammen omdat deze sport hem te veel tijd kostte. Hij was op dat moment aangesloten bij het Residentie Damgenootschap (RDG) in Den Haag en speelde ook bridge.

## Palmares

### dammen
- 1965: 5e NK - 14 uit 13
- 1966: 6e NK - 16 uit 13
- 1967: 10e NK - 11 uit 13
- 1968: 6e NK - 11 uit 11
- 1969: 4e NK - 13 uit 11
- 1969: 5e EK - 10 uit 8
- 1970: 5e NK - 11 uit 11
- 1971: 8e NK - 9 uit 11
- 1973: 7e NK - 13 uit 13
- 1974:  NK - 15 uit 11
- 1975:  NK - 12 uit 11
- 1976: 9e NK - 9 uit 11